# Ravsvamp
Ravsvamp (Leotia Lubrica) er en sæksvamp i ravsvampefamillien, som er almindelig forekommende i Danmark. På grund af sin konsistens beregnes svampen ikke som en spisesvamp, men er dog ikke giftig.

## Forvekslinger
Svampen kan blive forvekslet med unge eksemplarer af den mere eftertragtede tragtkantarel, da disse begge har en samme gullige stok og samme facon hat. Ravsvampen kan dog kendes på den er mere slimet og gummiagtigt, hvilket også gør den uegnet som spisesvamp.